# NBA Development League All-Star Weekend
La NBA Development League, dal 2008, organizza, ogni febbraio, l'All-Star Weekend in concomitanza con il più celebre NBA All-Star Weekend, con una varietà di eventi, esibizioni, e performance che culminano nell'NBA Development League All-Star Game.

## Eventi dell'All-Star Weekend
I maggiori eventi organizzati durante l'All-Star Weekend includono diverse competizioni:
- Three-Point Shootout: una gara di tiri da 3 punti
- Slam Dunk Contest: una gara di schiacciate